# Gregory A. Boyd
Gregory A. Boyd (Cleveland, 2 giugno 1957) è un teologo e saggista statunitense.

## Biografia
Educato in una famiglia cattolica, Boyd è diventato ateo nell'adolescenza. A 17 anni si è convertito al Pentecostalismo unitario, una corrente antitrinitaria del Pentecostalismo. A 22 anni ha rimesso in discussione le sue idee, tornando a credere nella Trinità e aderendo all'evangelismo.
Boyd ha conseguito il bachelor of arts in filosofia all'Università del Minnesota del 1979, il master of divinity all'Università di Yale nel 1982 e il Ph.D al Seminario Teologico di Princeton nel 1987. Dal 1988 ha esercitato l'incarico di pastore in diverse chiese del Minnesota, finché nel 1992 è stato co-fondatore della Woodland Hills Church a Saint Paul, in cui esercita la funzione di Senior pastor. Dal 1986 Boyd è inoltre professore di teologia alla Bethel University a Saint Paul. Avendo assunto una posizione favorevole al teismo aperto, è entrato in contrasto con alcuni colleghi e nel 2004 ha rassegnato le dimissioni da professore ordinario, assumendo l'incarico di professore aggiunto. Nel 2012 la Woodland Hills Church ha lasciato il movimento battista per entrare nel movimento neo-anabattista, fondato sulla tradizione dell'anabattismo. Boyd ha scritto numerosi libri, sia da solo che insieme ad altri autori.

## Libri
- Trinity and Process: A Critical Evaluation and Reconstruction of Hartshorne's Di-Polar Theism Towards a Trinitarian Metaphysics, 1992
- Oneness Pentecostals and the Trinity, 1992
- Letters From a Skeptic: A Son Wrestles with His Father's Questions about Christianity, 1994
- Cynic Sage or Son of God?, 1995
- Jesus Under Siege, 1995
- God at War: The Bible and Spiritual Conflict, 1997
- God of the Possible: A Biblical Introduction to the Open View of God, 2000
- Satan & the Problem of Evil: Constructing a Trinitarian Warfare Theodicy, 2001
- Con Paul Rhodes Eddy (coautore), Across the Spectrum: Understanding Issues in Evangelical Theology, 2002
- Is God to Blame?: Moving Beyond Pat Answers to the Problem of Evil, 2003
- Seeing Is Believing: Experience Jesus Through Imaginative Prayer, 2004
- Repenting of Religion: Turning from Judgment to the Love of God, 2004
- Con Al Larson (coautore), Escaping The Matrix: Setting Your Mind Free To Experience Real Life In Christ, 2005
- The Myth of a Christian Nation: How the Quest for Political Power Is Destroying the Church, 2006
- Con Paul Rhodes Eddy (coautore), The Jesus Legend: A Case for the Historical Reliability of the Synoptic Jesus Tradition, 2007
- Con Paul Rhodes Eddy (coautore), Lord or Legend?: Wrestling with the Jesus Dilemma, 2007
- The Myth of a Christian Religion: Losing Your Religion for the Beauty of a Revolution, 2009
- Present Perfect: Finding God in the Now, 2010
- Benefit of the Doubt: Breaking the Idol of Certainty, 2013
- The Crucifixion of the Warrior God: Volumes 1 & 2, 2017
- Cross Vision: How the Crucifixion of Jesus Makes Sense of Old Testament Violence, 2017